# Русско-турецкая война (1787—1791)
Русско-турецкая война (1787—1791) — война между Российской империей и Священной Римской империей, с одной стороны, и Османской империей — с другой. Блистательная Порта планировала в этой войне вернуть себе земли, отошедшие к России по итогам Русско-турецкой войны 1768—1774, а также присоединённый к России в 1783 году Крым. Война закончилась победой России и заключением Ясского мира. В дореволюционной историографии эту войну называли Потёмкинской: в честь главнокомандующего русскими войсками.

## Предыстория

### КонецКрымского ханства
По заключении Кючук-Кайнарджийского мира (1774), предоставлявшего Крымскому ханству независимость от Порты, Россия начала постепенный вывод войск с полуострова. Петербург надеялся распространить своё влияние на ханство дипломатическим путём благодаря лояльности к России хана Сахиба II Герая (Гирея) и пророссийским симпатиям его брата калге (наследника) Шахина Герая. Турки же, нарушив договор 1774 года, попытались силой вмешаться в дела ханства.
Сам договор был очень невыгоден Турции и уже одним этим не обеспечивал для России прочного мира. Порта всячески старалась уклониться от точного исполнения договора: то она не платила контрибуции, то не пропускала русские корабли в Чёрное море, то агитировала в Крыму, стараясь умножить там число своих приверженцев. Россия согласилась на то, чтобы крымские татары признавали власть султана как главы магометанского духовенства. Это дало султану возможность оказывать на татар и политическое влияние. В конце июля 1775 года турки высадили в Крыму свои войска.
Сахиб II Герай, возведённый в ханское достоинство Долгоруковым в 1771 году, не пользовался расположением народа, особенно за своё стремление к европейским реформам. В марте 1775 года он был свергнут протурецкой партией, и на его место был возведён ставленник Турции Девлет IV Гирей.
Эти события вызвали гнев Екатерины II и стоили должности командующему Второй русской армией В. М. Долгорукову-Крымскому, которого сменил генерал-поручик Е. А. Щербинин. Екатерина II приказала в 1776 году Петру Румянцеву-Задунайскому двинуть часть войск в Крым, удалить Девлета Гирея и провозгласить ханом Шахина Герая. В ноябре 1776 года князь Прозоровский вступил в Крым. Русские беспрепятственно заняли крымские крепости, перешедшие к России по Кючук-Кайнарджийскому миру. Туркам пришлось отступать, Девлет Гирей бежал в Турцию, а крымский трон весной 1777 года занял брат Сахиба Герая — Шахин Герай, которому Россия назначила единовременно 50 тыс. рублей и ежегодную пенсию по 1000 рублей в месяц. Новый хан не мог пользоваться расположением подданных. Деспот от природы, расточительный Шахин Герай обирал народ и с первых же дней своего правления вызвал его негодование. Новый хан удерживался у власти только благодаря военной поддержке России. Шахин Гирей задумал, между прочим, завести в Крыму регулярное войско, но оно-то и погубило хана. Среди вновь образованного войска вспыхнул мятеж.
Турция воспользовалась ситуацией, и изгнанный Долгоруковым в 1771 году Селим III Герай явился в Крым и был провозглашён ханом. В помощь ему Турция отправила 8 кораблей. Екатерина после этого приказала Румянцеву восстановить власть Шахина Гирея и прекратить мятеж. Исполнение этого приказания было поручено снова князю Прозоровскому, который принудил мурз 6 февраля 1778 года явиться с покорностью к Шахину Гирею.
Вскоре произошёл переворот и в Константинополе. Великим визирем был назначен Калафат Мехмед-паша — человек миролюбивого характера, и 10 марта 1779 года с Турцией была подписана конвенция, которой подтверждался Кючук-Кайнарджийский договор и Шахин Герай признавался ханом. После этого русские войска ушли из Крыма и остановились в ожидании дальнейших событий на границах.
Власть нелюбимого народом Шахина Герая была непрочна. В июле 1782 года против него вспыхнул мятеж, и Шахин Герай принуждён был убежать в Керчь. Турки заняли Тамань и угрожали переправой в Крым. Тогда командовавший русскими войсками на юге Потёмкин поручил своему двоюродному брату П. С. Потёмкину оттеснить турок за Кубань, Суворову — усмирить ногайских и буджакских татар, а графу де Бальмену вступить в Крым и водворить там спокойствие.
В Крыму было неспокойно, постоянно вспыхивали мятежи, плелись заговоры, духовенство агитировало за Турцию. Тогда, по предложению Потёмкина, императрица решилась на ликвидацию ханства. Шахина Герая Потёмкин убедил отказаться от власти, передав её в руки русской императрицы. Русские войска были сосредоточены немедленно на турецких границах, военный флот появился на Чёрном море, а 8 (19) апреля 1783 года был дан манифест о присоединении к России Крыма, Тамани и кубанских татар. Турция принуждена была покориться этому, и султан в декабре 1783 года признал формальным актом присоединение Крыма, Тамани и Кубани к Российской империи.
Османская империя и европейские страны формально признали вхождение Крыма в состав Российской империи. Новоприсоединённые владения стали называть Тавридой. Фаворит императрицы, Потёмкин, светлейший князь Таврический, должен был заботиться об их заселении, развитии экономики, строительстве городов, портов, крепостей. Главной базой создававшегося Черноморского флота стал Севастополь.

### Протекторат восточной Грузии
24 июля (4 августа) 1783 года был заключён договор о покровительстве и верховной власти Российской империи с объединённым грузинским царством Картли-Кахети (иначе Картлийско-Кахетинским царством, Восточная Грузия), согласно которому Восточная Грузия перешла под протекторат России. Договор резко ослабил позиции Ирана и Турции в Закавказье, формально уничтожив их притязания на Восточную Грузию.
Турецкое правительство искало повода к разрыву с Российской империей. Ахалцихский паша уговаривал грузинского царя Ираклия II отдаться под покровительство Порты; когда же тот отказался, то паша стал организовать систематические набеги на земли грузинского царя.
До конца 1786 года Россия ограничивалась одними только письменными заявлениями по этому поводу, которые Порта большей частью оставляла без ответа. В конце 1786 года Екатерина II также решилась действовать более твёрдо. Потёмкину было поручено главное начальство над войсками и предоставлено право действовать по своему усмотрению.

### Австро-русский союз
В 1787 году императрица Екатерина II совершила триумфальную поездку по Крыму в сопровождении представителей иностранных дворов и своего союзника, императора Священной Римской империи Иосифа II, путешествовавшего инкогнито (см. Потёмкинские деревни). Это событие сильно всколыхнуло общественное мнение в Стамбуле, возникли реваншистские настроения, пропитанные заявлением британского посла, что Британия поддержит Османскую империю, если она начнёт войну против Российской империи.
Русскому посланнику в Константинополе, Булгакову, было поручено потребовать от Порты:
1. чтобы границы царя грузинского, как подданного Российской империи, никогда не беспокоились турками;
2. чтобы беглые русские не оставлялись в Очакове, а отсылались за Дунай;
3. чтобы кубанцы не нападали на российские границы.

Представления Булгакова не имели успеха, а Порта, со своей стороны, требовала, чтобы русское правительство вовсе отказалось от Грузии, уступило Турции 39 соляных озёр близ Кинбурна и предоставила Порте иметь своих консулов в российских городах, в особенности же в Крыму, чтобы турецкие купцы платили пошлины не более 3 %, а русским купцам запрещено было вывозить турецкие произведения и иметь на своих судах турецких матросов. Так как Порта требовала срочного ответа до 20 августа, то неприязненное положение было очевидным.
Не дождавшись ответа от Булгакова, Порта предъявила новое требование — отказаться от Крыма, возвратить его Турции и уничтожить насчёт него все договоры. Когда Булгаков отказался принять подобное требование, то был заключён в Семибашенный замок. Поступок этот был равносилен объявлению войны. Обе стороны стали деятельно готовиться ко второй турецкой войне.

## Начало войны
В 1787 году Турция, пользуясь поддержкой Великобритании, Франции и Пруссии, выдвинула ультиматум Российской империи с требованием восстановления вассалитета Крымского ханства и Грузии, а также добивалась от Российской империи разрешения на досмотр кораблей, проходящих через проливы Босфор и Дарданеллы. 13 августа 1787 года Османская империя, получив отказ, объявила войну Российской империи, но турецкие приготовления к ней были неудовлетворительными, а время было выбрано неподходящее, так как Российская империя и Священная Римская империя незадолго до этого заключили военный союз, о котором турки узнали слишком поздно. Начальные успехи турок против австрийцев в Банате вскоре сменились неудачами в военных действиях против России.

### Кинбурнское сражение

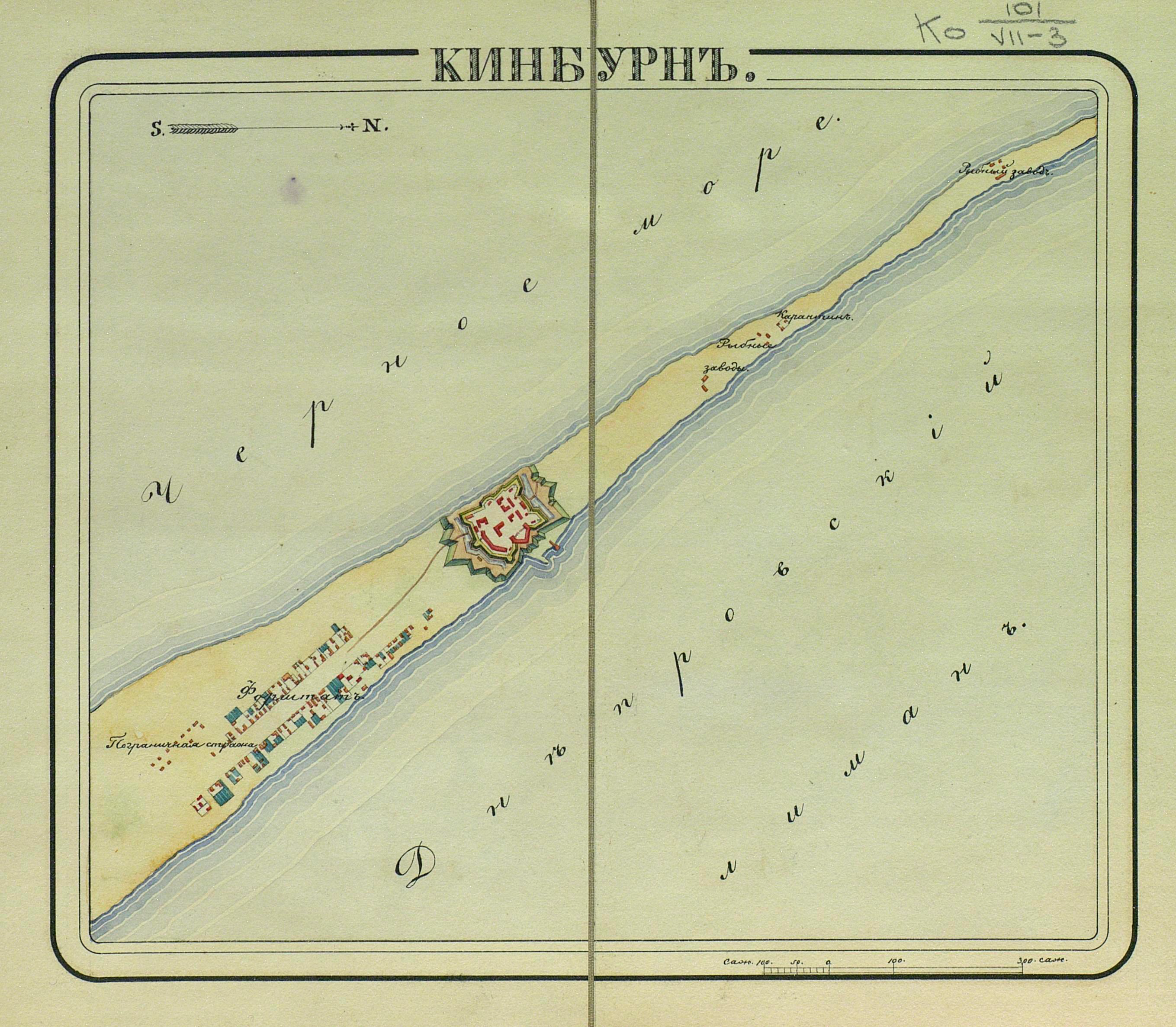
Крепость Кинбурн (усиленная в XIX веке)

Через неделю после объявления войны, начавшейся 13 (24) августа 1787 года, турецкая флотилия атаковала два русских судна, стоявших около русской крепости Кинбурн, и вынудила их отступить в лиман. Но последовавшие в сентябре и октябре попытки османов с помощью десанта из Очакова на другом берегу Днепровского лимана овладеть Кинбурном были отбиты 4x-тысячным отрядом под руководством А .В. Суворова. Победа при Кинбурне 1 (12) октября 1787 стала первой крупной победой русских войск в русско-турецкой войне 1787—1791 годов. Она фактически завершила кампанию 1787 года, поскольку турки в этом году больше не предпринимали активных действий. В конце года генерал П. А. Текели осуществил успешный набег на Кубань. Других военных действий не велось, так как русских войск на Украине хотя и было достаточно для обороны страны, но для наступательных операций они ещё не были готовы. Турецкая армия также была неподготовленной. Вторая попытка турецких войск овладеть Кинбурном, предпринятая зимой 1787—1788 годов, также оказалась безуспешной.
Зимой Российская империя скрепила союз с Священной Римской империей, заручившись от императора Иосифа II обязательством поддержки объявления войны Турции. Турки же, узнав об угрожающей им с двух сторон опасности, решили сначала ударить по австрийцам, с которыми надеялись легче справиться, а против России ограничиться, до времени, усилением дунайских крепостей и высылкой флота для поддержки Очакова и нападения на недавно построенный русский форпост Херсон.

## Кампания 1788 года

### Осада Хотина
К весне 1788 года на юге были образованы две армии: главная, или Екатеринославская (около 80 тыс.человек), под командованием Г. А. Потёмкина, должна была овладеть Очаковом, откуда туркам было удобно возбуждать смуты в Крыму. Вторая армия П. А. Румянцева (до 37 тыс. человек), должна была держаться между Днестром и Бугом, угрожать Бендерам и поддерживать связь с австрийцами. Отряд генерала П. А. Текели (18 тыс.) стоял на Кубани для защиты русских пределов с восточной стороны Чёрного моря.
Австрия, со своей стороны, выставила весьма сильную армию под начальством Ф. фон Ласси, который, однако, увлекаясь так называемой кордонной системой, чрезмерно разбросал свои войска, и это вызвало последующие крупные неудачи.
Румянцев, сосредоточив в половине мая свою армию в Подолии, отделил отряд генерала Салтыкова для связи с австрийскими войсками принца Кобургского и для содействия им в овладении Хотиным. Главные же силы Русской армии Румянцева 20 июня перешли через Днестр у Могилёва-Подольского. Однако до серьёзного столкновения с турками, сосредоточившимися у Рябой Могилы, дело не дошло, и всё лето проведено в маневрированиях.
Затем, после сдачи Хотина (где оставлен австрийский гарнизон), отряд И. П. Салтыкова назначен был для прикрытия со стороны Бендер левого крыла Русской армии, расположившейся между Прутом и Днестром. Когда же турки ушли от Рябой Могилы, то российские войска заняли зимние квартиры, частью в Бессарабии, частью в Молдавии. Принц Кобургский передвинулся к западу для сближения с русскими войсками в Трансильвании. 17 декабря пал Очаков, и главная армия после этого расположилась на зимовку между Бугом и Днестром. Действия генерала Текели были успешны. Он неоднократно разгонял скопища татар и горцев, угрожая в то же время турецким крепостям Анапе и Суджук-кале.

### Морская осада Очакова

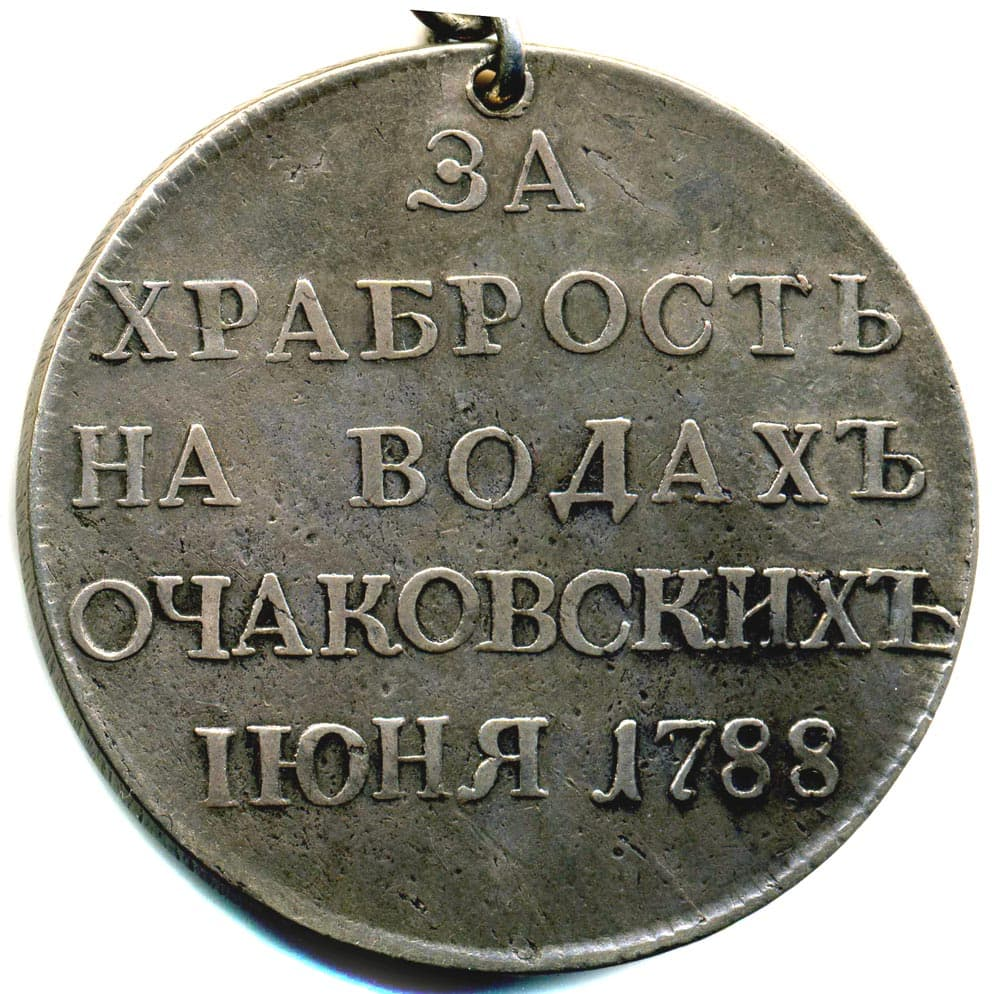
Медаль «За храбрость в очаковских водах»

24 мая 1788 часть русской главной армии (40 тыс.) двинулась от Ольвиополя к Очакову, правым берегом Буга, в лимане которого уже стояла вновь сооружённая русская днепровская малоразмерная флотилия под командованием нанятых Екатериной II контр-адмиралов Джон Пол Джонса и К. Нассау-Зигена, подчинённых непосредственно Потёмкину. В подчинении у Нассау-Зигена был также герой предыдущей русско-турецкой войны Панагиоти Алексиано. Все трое находились на «Святом Владимире». 7 июня турецкий флот (60 судов) атаковал днепровскую флотилию, но был отражён, а новая, предпринятая им 17 июня атака закончилась полным его разгромом Пол Джонсом и Нассау-Зигеном и бегством половины флота в Варну. 30 не сумевших сбежать повреждённых судов, укрывшихся под стенами Очакова, были здесь 1 июля атакованы и истреблены гребной эскадрой Нассау-Зигена. За время Лиманской кампании 1788 года русская парусная эскадра под командованием Пола Джонса потеряла только один корабль – фрегат «Малый Александр», который был потоплен попаданием турецкой бомбы. Морские сражения под Очаковом подробно описаны в журнале Джона Пола Джонса «Очерки Лиманской кампании» (Narrative of the Campaign of the Liman), опубликованном в Нью-Йорке в 1830 году .  Между тем, Потёмкин 29 июня обложил крепость и приступил к осадным работам. В конце 1788 года из-за взаимных конфликтов и немилости Потёмкина Джон Пол Джонс и Нассау-Зиген поочерёдно были переведены в Санкт-Петербург, а Панагиоти Алексиано скончался от простуды.

### Сражение у Фидониси
3 (14) июля 1788 года, несмотря на значительное численное превосходство бежавшего на юг остатка разбитого под Очаковом турецкого флота, подошедшая к этому времени из Крыма Севастопольская эскадра под командованием контр-адмирала М. И. Войновича встретила и продолжила добивать его, нанеся ему поражение в сражении у Фидониси.

### Штурм Очакова
6 (17) декабря 1788, после долгой осады армией князя Потёмкина и Суворова, пал Очаков. При штурме были убиты и умерли от ран 9,5 тыс. турок. Ещё 4 тыс. взяты в плен, не считая обывателей. В качестве трофеев было захвачено более 300 орудий и 180 знамён, запасы пороха, пуль и ядер. Потери русской армии составили 956 убитых и 2776 раненых.

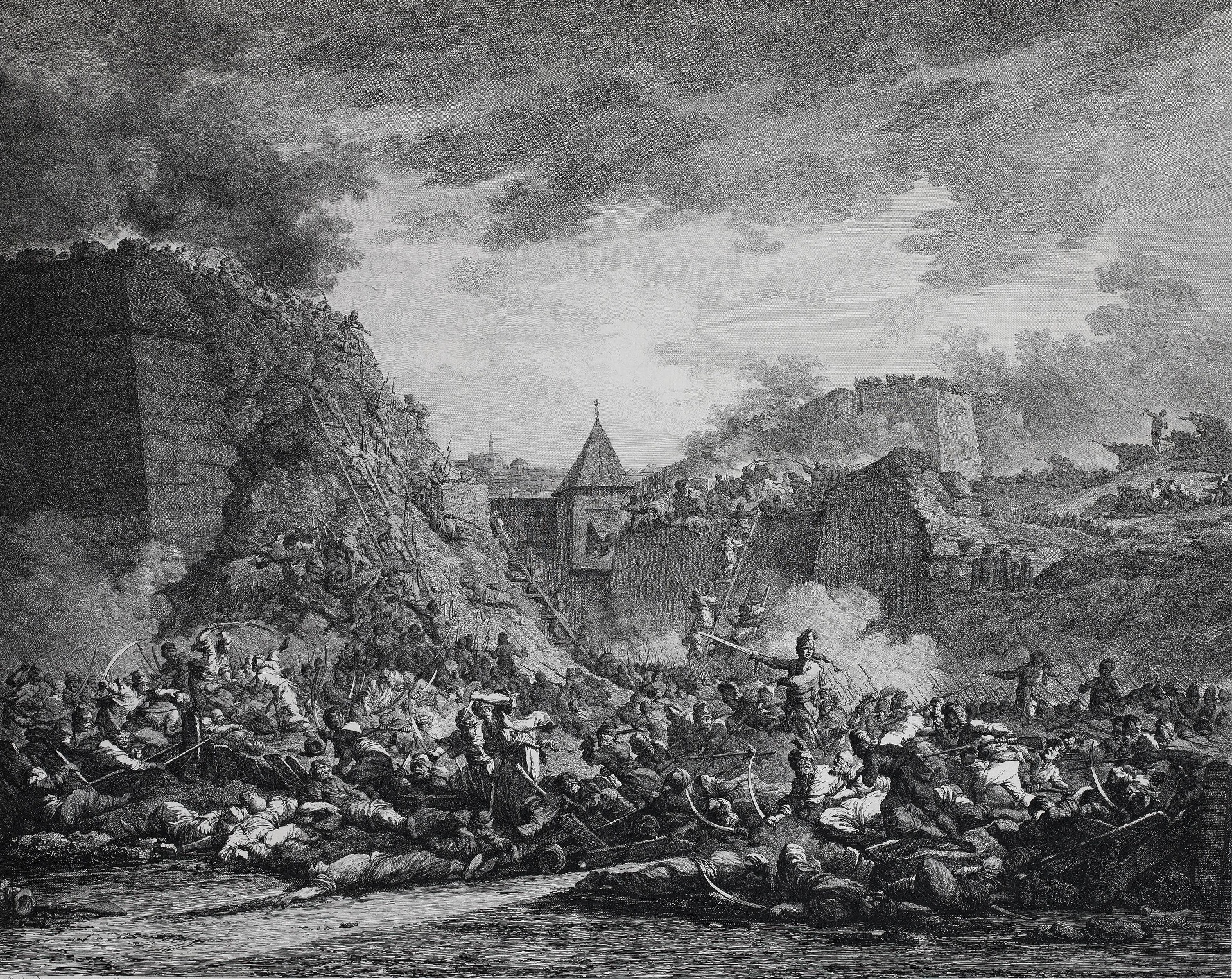
Штурм Очакова. Гравюра А. Берга, 1792 год

Турецкие генералы демонстрировали свою непрофессиональность, а в армии начались волнения. Походы турок на Бендеры и Аккерман провалились. Белград в одночасье был взят австрийцами.

### Вступление Австрии в войну
Что касается союзников Российской империи, то кампания 1788 года была для них несчастлива: турки вторглись в австрийские пределы и после одержанных ими побед при Мегадии и Слатине Иосиф II согласился на трёхмесячное перемирие, которое визирь предложил ему, узнав о падении Хотина и опасаясь, что Румянцев и принц Кобургский двинутся в тыл турецкой армии.

## Кампания 1789 года

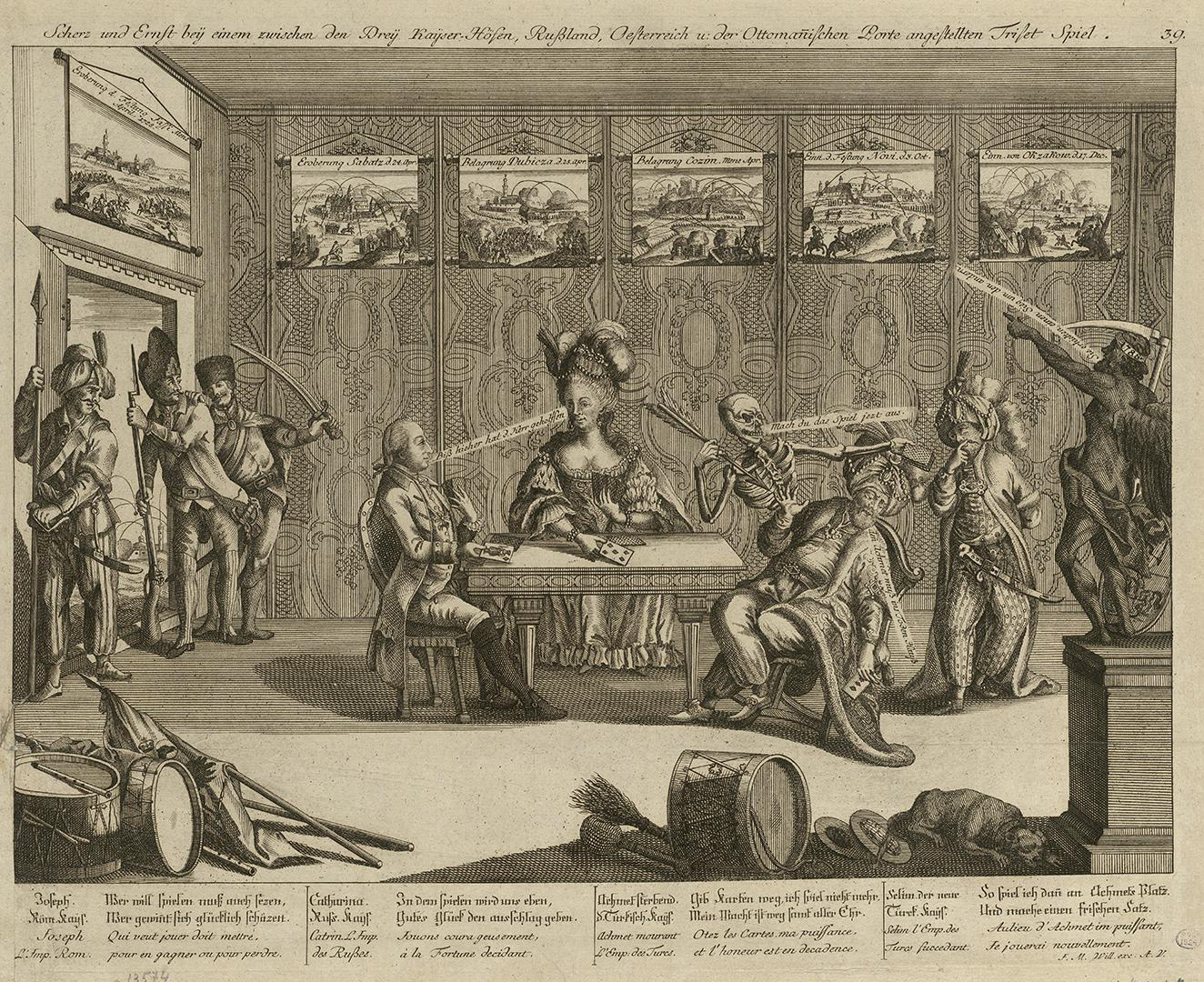
Аллегория на победу над Турцией. Иоганн Мартин Вилль

По предначертанному для кампании 1789 году плану Румянцеву указано наступать к Нижнему Дунаю, за которым сосредоточивались главные силы турок; Ласси должен был вторгнуться в Сербию, Потёмкин — овладеть Бендерами и Аккерманом. Но к весне Русская армия доведена была лишь до 35 тыс., что Румянцев признавал недостаточным для решительных действий; Екатеринославская армия всё ещё оставалась на зимних квартирах, а сам Потёмкин жил в Петербурге; австрийские войска Ласси были по-прежнему разбросаны по границе; корпус же принца Кобургского находился в северо-западной Молдавии.
Между тем визирь ещё в начале марта выслал на левый берег Нижнего Дуная два отряда, численностью в 30 тыс. человек, рассчитывая разбить порознь принца Кобургского и передовые русские войска и овладеть Яссами, для поддержки же помянутых отрядов выдвинут был к Галацу 10-тысячный резерв. Расчёт визиря не оправдался: принц Кобургский успел отступить в Трансильванию, а высланная Румянцевым навстречу туркам дивизия генерала В. Х. Дерфельдена нанесла туркам троекратное поражение: 7 апреля — Кара-Мехмеду (10 000) у Бырлада, 10-го Якуб-аге (20 000) у Максимени и 20-го Ибрагим-паше (10 000) — у Галаца. Вскоре Румянцев был заменён князем Репниным, и обе русские армии соединены в одну, Южную, под командованием Потёмкина. Прибыв к армии в начале мая, Потёмкин разделил свои войска на 5 дивизий; из них 1-я и 2-я только в конце июня собрались у Ольвиополя; 3-я, Суворова, стояла у Фальчи; 4-я, князя Репнина — у Казанешти; 5-я, Гудовича — у Очакова и Кинбурна.

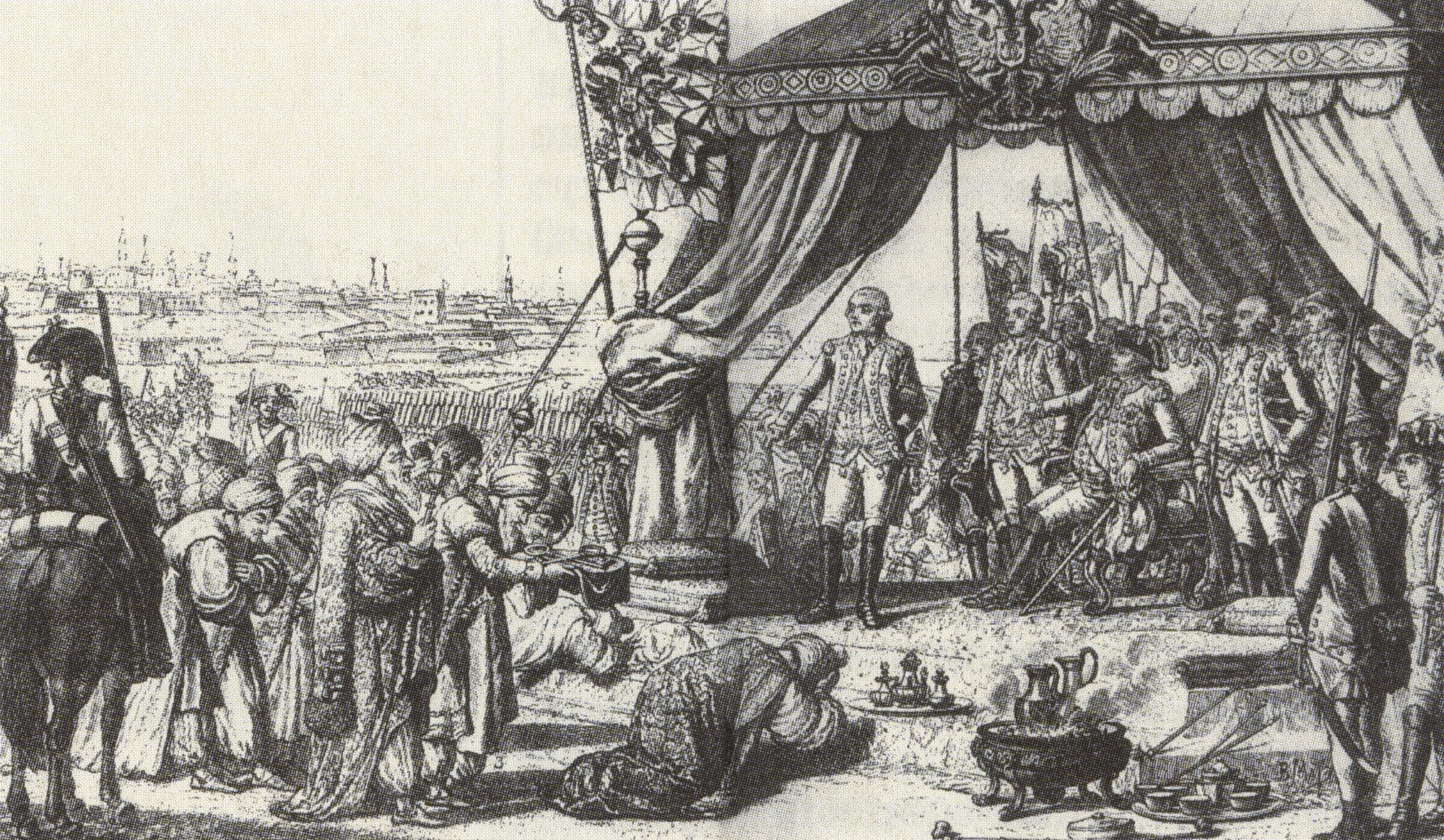
Сдача турками крепости Бендеры князю Потёмкину-таврическому 4 ноября 1789 года

11 июля Потёмкин с двумя дивизиями начал наступление к Бендерам. Визирь двинул 30-тысячный корпус Османа-паши в Молдавию, надеясь разбить находившиеся там русские и австрийские войска до приближения Потёмкина; но Суворов, соединившись с принцем Кобургским, 21 июля атаковал и разбил турок под Фокшанами.
Между тем Потёмкин продвигался вперёд крайне медленно и только около 20 августа подошёл к Бендерам, куда притянул и значительную часть находившихся в Молдавии русских войск.
Тогда визирь снова перешёл в наступление, думая воспользоваться ослаблением русских сил в княжестве. Собрав до 100 тыс. человек войска, он в конце августа перешёл Дунай и двинулся к реке Рымник, но здесь 11 сентября потерпел совершенный разгром от войск Суворова и принца Кобургского. Ранее, 7 сентября, другой турецкий отряд был разбит на реке Салча князем Репниным. Победа Рымникская была настолько решительна, что союзники могли бы беспрепятственно перейти Дунай; но Потёмкин, удовлетворившись ею, продолжал стоять у Бендер и только приказал Гудовичу овладеть укреплениями Хаджибей и Аккерман. Когда это было исполнено, то 3 ноября, наконец, сдались и Бендеры, чем кампания была закончена.
Со стороны австрийцев главная армия в течение лета ничего не предпринимала и только 1 сентября перешла Дунай и осадила Белград, который 24 сентября сдался; в октябре были взяты ещё некоторые укреплённые пункты в Сербии, а в начале ноября принц Кобургский занял Бухарест. Несмотря, однако, на ряд тяжёлых ударов, султан решился продолжать войну, так как Пруссия и Англия обнадёживали его поддержкой. Прусский король, встревоженный успехами России и Австрии, заключил в январе 1790 года договор с Портой, которым гарантировал неприкосновенность её владений; кроме того, он выставил на русских и австрийских границах многочисленную армию и в то же время подстрекал шведов, поляков и венгров к враждебным действиям.

## Кампания 1790 года
Кампания 1790 года началась для австрийцев крупной неудачей: принц Ф. Саксен-Кобургский был разбит турками под Джурджу. В феврале того же года умер император Иосиф II, а преемник его, Леопольд II, склонился на открытие мирных переговоров при посредстве Англии и Пруссии. Созван был конгресс в Рейхенбахе; но императрица Екатерина отказалась от участия в нём.
Тогда турецкое правительство, ободрённое благоприятным для него оборотом дел, решило попытаться вновь овладеть Крымом и прикубанскими землями, а на Нижнем Дунае ограничиться обороной. Но действия на Чёрном море были опять неудачны для турок: их флот испытал двукратное (в июне и августе) поражение от контр-адмирала Ушакова. Тогда наконец и Потёмкин решился перейти в наступление. Одна за другой пали Килия, Тульча, Исакча; но Измаил, обороняемый многочисленным гарнизоном, продолжал держаться и только 11 декабря был взят Суворовым после кровопролитного штурма.
На Кавказе турецкий корпус Батал-паши, высадившийся у Анапы, двинулся в Кабарду, но 30 сентября был разбит генералом Германом; а русский отряд генерала Розена подавил восстание горцев.
| Армейский корпус - Дивизия генерал-поручика Павла Потёмкина - Бригада генерала Шереметьева - Екатеринославский гренадерский полк (3) - Екатеринославский драгунский полк (3) - Бригада генерала Бенкендорфа - Московский гренадерский полк (2) - Углицкий мушкетёрский полк (2) - Дивизия генерала Долгорукова - Бригада генерала Разимовского - Санкт-Петербургский гренадерский полк (2) - Архангелогородский гренадерский полк (2) - Бригада генерала Болконский - Сибирский гренадерский полк (2) - Витебский мушкетёрский полк (4) - Дивизия генерала А. Самойлова - Бригада генерала де Ласси - Егерский корпус - Бригада генерала Львова - Екатеринославский егеря (4) - Белорусские егеря (4) - Артиллерия: 78 орудий - Дивизия генерал-поручика Лидовича - Бригада генерала князя Дашкова - Киевский гренадерский полк (3) - Алексопольский мушкетёрский полк (3) - Бригада Шепета - Малороссийский гренадерский полк (3) - Херсонский гренадерский полк (3) - Бригада Мекноба - Литовский егерский корпус (4) - Артиллерия: 30 орудий Кавалерийский корпус генерал-аншефа Михаила Кречетникова - Дивизия генерала князя Сергея Галицина - Бригада генерала Принц Вюртембергский - Лейб-гвардии кирасирский полк (4) - Кирасирский князя Потёмкина полк (6) - Бригада генерала Дынина - Елизаветградский гусарский полк(10) - Харьковский драгунский полк (10) - Переяславский драгунский полк (10) - Бригада генерал-царевича Мариана - Санкт-Петербургский драгунский полк (10) - Ольвиопольский гусарский полк (6) - Дивизия: - Бригада атамана Исаева - Шефской казачий полк (5) - Семеновский казачий полк (5) - Боковский казачий полк (5) - Бригада атамана Платова - Днепровские казаки (40) - Бригада атамана Чепела - Черноморское казачество (10) - Бригада генерала Ланского - Острогожский лёгкий конный полк (6) - Бригада: - Бугские казаки (10) Корпус генерала от кавалерии Александра Васильевича Суворова-Рымникского - Дивизия генерала Дерфельдея - Бригада генерала Долгорукова - Фанагорийский гренадерский полк (4) - Смоленский мушкетёрский полк (1) - Бригада: - Ростовский мушкетёрский полк (1) - Черниговский мушкетёрский полк (1) - Бригада: - Новгородский мушкетёрский полк (1) - Апшеронский мушкетёрский полк (1) - Артиллерия: 24 орудия - Дивизия генерала графа Меллина - Бригада - Киевский драгунский полк (5) - Северский драгунский полк (5) - Бригада - Стародубовский драгунский полк (5) - Черниговский драгунский полк (5) - Дивизия: - Бригада: - Ивановский казачий полк (5) - Григорьевский казачий полк (5) - Бригада: - Кульбаковский казачий полк (5) - Мешковский казачий полк (5) - Волонтерский казачий полк (0) Корпус генерала от кавалерии Ивана Ивановича Мюллер-Закомельского - Дивизия генерала Волконского - Бригада генерала Голенищев-Кутузова - Таврический гренадерский полк (2) - Полоцкий мушкетёрский полк (2) - Тульский мушкетёрский полк (1) - Троицкий мушкетёрский полк (2) - Бугский егерский корпус (4) - Дивизия генерала от кавалерии Рибаса - Бригада: - Шлиссельбургский мушкетёрский полк (1) - Свято-Николаевский гренадерский полк (1) - Артиллерия: 24 орудия - Дивизия: - Бригада генерала Безбородко - Сумской гусарский полк (6) - Мариупольский гусарский полк (6) - Александрийский гусарский полк (6) - Херсонский гусарский полк (6) - Бригада: - С’ховский казачий полк (5) - Астаховский казачий полк (5) - Денисовский казачий полк (5) - Машлкинский казачий полк (5) - Волонтерское казачество (5) | Корпус - Дивизия: - Бригада - Днепровский мушкетёрский полк (1) - Ингерманландский мушкетёрский полк (1) - 12 орудий - Бригада - Нежинский кирасирский полк (5) - Глуховский кирасирский полк (5) Корпус генерал-майора Госнодина Кастро де Лацерда - Дивизия: - Бригада: - Херсонское ополчение (4 батальона) - Орловское ополчение (2 бн) - Бригада - Кумшацкий казачий полк (5) - Кутейниковский казачий полк (5) - Сулимский казачий полк (5) Корпус генерал-аншефа Кабалера Миксаила Кахобского - Дивизия генерала от кавалерии Розенберга - Бригада генерала Антона Шица - Таврический егерский корпус (4) - Старооскольский мушкетёрский полк (1) - Вятский мушкетёрский полк (1) - Бригада: - Кинбурнский драгунский полк (10) - Таврический легкоконный полк (6) - Бригада Давида Неранчича - Белёвский мушкетёрский полк (1) - Брчиский мушкетёрский полк (1) - Бригада: - Константиноградский легкоконный полк (6) - Полк донских казаков (25) - Бригада: - Севский мушкетёрский полк (1) - Севастопольский мушкетёрский полк (1) - Греческий мушкетёрский полк (1) Корпус генерала от кавалерии барона Розена - Дивизия: - Бригада генерал-майора Загряжского - Ладожский мушкетёрский полк (1) - Нижегородский мушкетёрский полк (1) - Кубанский егерский корпус (4) - Артиллерия: 16 орудий - Бригада генерала Щербатова - Владимирский драгунский полк (10) - Нижегородский драгунский полк (10) Кавказский корпус: - Дивизия генерала Александра Левашова - Бригада генерала Матцена - Кавказский мушкетёрский полк (2) - Тифлисский мушкетёрский полк (1) - Бригада генерал-майора Германа - Казанский мушкетёрский полк (1) - Владимирский мушкетёрский полк (1) - Кабардинский мушкетёрский полк (1) - Бригада генерала Фон’Коропфа - Московский мушкетёрский полк (1) - Воронежский мушкетёрский полк (1) - Бригада: - Кавказский егерский корпус (2) - Артиллерия: 32 орудия - Бригада генерала Бирвица - Ростовский карабинерный полк (4) - Каргопольский карабинерный полк (4) - Нарвский карабинерный полк (4) - Бригада: - Астраханский драгунский полк (6) - Таганрогский драгунский полк (6) - Бригада генерал-майора Савельева - Моздокский казачий корпус (5) - Донские казаки (20) - Уральские казаки (5) - Кавказские казаки (10) |

## Кампания 1791 года
В конце февраля 1791 года Потёмкин уехал в Петербург, и начальство над армией принял Н. В. Репнин, поведший дело более энергично. Он перешёл Дунай у Галаца и 28 июня одержал у Мачина решительную победу над визирем. Почти одновременно на Кавказе И. В. Гудович штурмом овладел Анапою.
Тогда визирь вступил с Репниным в переговоры о мире, но османские уполномоченные всячески затягивали их, и только новое поражение османского флота у Калиакрии ускорило ход дел, и 29 декабря 1791 года в Яссах был заключён мир.

## Война на море
Несмотря на численное превосходство турецкого флота, разные эскадры создававшегося быстрыми темпами русского Черноморского флота, под командованием контр-адмиралов Джон Пол Джонса, К. Нассау-Зигена, Н. С. Мордвинова, М. И. Войновича, Ф. Ф. Ушакова нанесли ему крупные поражения в сражениях в Лимане (1788), у Фидониси (1788), в Керченском проливе (1790), у Тендры (1790) и при Калиакрии (1791).
На Средиземном море в интересах России с 1788 по 1790 год действовала Греческая флотилия под командованием Ламброса Кацониса. После поражения в сражении при Анросе 6 (17) — 7 (18) мая 1790 года флотилия Кацониса прекратила своё существование как оперативная единица. Но османы также понесли в этом сражении тяжёлые потери, и вскоре Кацонис создал новую флотилию, оставаясь активным до конца войны.

## Итоги войны
Новому султану Селиму III хотелось восстановить престиж своего государства хотя бы одной победой, прежде чем заключить с Российской империей мирный договор, но состояние турецкой армии не позволяло надеяться на это. В итоге Османская империя в 1791 году была вынуждена подписать Ясский мирный договор, закрепляющий Крым и Очаков за Российской империей, а также отодвигавший границу между двумя империями до Днестра. Турция подтвердила Кючук-Кайнарджийский договор и навсегда уступила Крым, Тамань и кубанских татар. Турция обязалась уплатить контрибуцию в 12 млн пиастр. (7 млн рублей), но граф А. А. Безбородко, после того как эта сумма была внесена в договор, от имени императрицы отказался от её получения. Финансовые дела Турции и без того пришли в страшное расстройство после второй войны с Российской империей.